# Наша кућа гори
Наша кућа гори (швед. Scener ur hjärtat, енгл. Scenes from the Heart) је књига шведске оперске певачице Малене Ернман, објављена 2018. године, њеног супруга Свантеа Тунберга (швед. Svante Thunberg) и њихових ћерки, климатске активисткиње Грете Тунберг (швед. Greta Tintin Eleonora Ernman Tunberg) и Беате Ернман (швед. Beata Ernman). Састоји се од три главна поглавља, подељених у неколико потпоглавља, а отвара је песма Елегија из збирке поезије Ty (poetry collection) Вернера Аспенстрема. Књига је написана као аутобиографија. Књигу је на српском језику објавила издавачка кућа Мали врт из Београда 2020. године у преводу Данијеле Бабић.

## О књизи
Читалац прати Малену Ернман и њену породицу док путују по Европи због Ернманове певачке каријере. Књига описује порекло и породични живот старије ћерке Грете пре него што је започела своју климатску кампању за штрајк у школи, као и њену дијагнозу Аспергеровог синдрома. Такође се бави поремећајем хиперактивности (АДХД) код Гретине млађе сестре Беате и борбом породице да се носи са дијагнозама својих ћерки. У књизи мајка девојчица закључује да Аспергерова болест и АДХД „нису хендикеп” колико „супермоћ”.
Књига је преведена на немачки језик. У оригиналном шведском издању само су Малена Ернман и Сванте Тунберг наведени као аутори. Грета је добила највеће признање у новим издањима, а њена фотографија је на насловној страни немачког издања. Књигу су на енглески превели Paul Norlen и Saskia Vogel, а ажурирана верзија са прилозима девојчица, и целе породице заслужних као аутори, је објављена под насловом Our House Is on Fire: Scenes of a Family and a Planet in Crisis у издавачкој кући Penguin Books  5. марта 2020.
Књига је прича о кризи која окружује и погађа све нас. О кризи коју смо ми људи створили нашим начином живота - преко граница одрживости, изоловани од природе којој сви ми припадамо. Неко то назива прекомерна експлатација, а неко да је то климатска криза. Та криза је свугде, дешава се око нас све време, на много различитих начина. криза се дешава за трепезаријским столом, у школским клупама и ходницима, на улицама, у кућама и становима, у дрвећу, ветру...